# Rodgersia pinnata
Espèce
Rodgersia pinnata est une espèce de la famille des Saxifragaceae.

## Étymologie
Le  nom du genre a été attribué en 1885 par le botaniste Asa Gray, en l'honneur de l'amiral américain John Rodgers (1812-1882) qui dirigea l'expédition américaine du Nord-Pacifique de 1852 à 1855. Cette au cours de cette expédition que le genre Rodgersia fut découvert.

## Liste des variétés
Selon GBIF (16 novembre 2024) :
- Rodgersia pinnata var. pinnata
- Rodgersia pinnata var. strigosa J.T.Pan

## Systématique
Le nom correct complet (avec auteur) de ce taxon est Rodgersia pinnata Franch..
Rodgersia pinnata a pour synonyme :
- Astilbe pinnata (Franch.) Franch.